# Magdalena Solís
Magdalena Solís est une tueuse en série mexicaine, membre d'une secte, responsable d'avoir orchestré plusieurs meurtres tout en ingurgitant le sang de ses victimes. Elle a été reconnue coupable de deux meurtres, et condamnée à une peine de 50 ans de prison.